# Laguna Murillo
La laguna Murillo es una laguna ubicada en el norte de Bolivia, en el departamento de Pando, a una altitud de 140 m, se caracteriza por tener una forma de herradura, ya que esta laguna se formó de un meandro del río Madre de Dios, tiene unas dimensiones de 11 km de largo por 1,3 km de ancho y una superficie 7,6 km².